# عمرو سعد
عمرو سعد (عربی مصری: عمرو سعد؛ زادهٔ ۲۶ نوامبر ۱۹۷۱) هنرپیشه اهل مصر است. وی از سال ۲۰۰۰ میلادی تاکنون مشغول فعالیت بوده‌است.